# Meridià 69 a l'est
El meridià 69 a l'est de Greenwich és una línia de longitud que s'estén des del pol Nord travessant l'oceà Àrtic, Àsia, l'oceà Índic, l'oceà Antàrtic i l'Antàrtida fins al pol Sud.
El meridià 69 a l'est forma un cercle màxim amb el meridià 111 a l'oest. Com tots els altres meridians, la seva longitud correspon a una semicircumferència terrestre, uns 20.003,932 km. Al nivell de l'Equador, és a una distància del meridià de Greenwich de 7.681 km.

## De Pol a Pol
Començant en el pol Nord i dirigint-se cap al pol Sud, aquest meridià travessa:
| Coordenades                             | País, territori o mar                   | Notes                                                                     |
| --------------------------------------- | --------------------------------------- | ------------------------------------------------------------------------- |
| 90° 0′ N, 69° 0′ E / 90.000°N,69.000°E  | Oceà Àrtic                              |                                                                           |
| 81° 0′ N, 69° 0′ E / 81.000°N,69.000°E  | Mar de Barents                          |                                                                           |
| 76° 43′ N, 69° 0′ E / 76.717°N,69.000°E | Rússia                                  | Illa Séverni, Nova Terra - per uns 4 km a la punta més oriental de l'illa |
| 76° 40′ N, 69° 0′ E / 76.667°N,69.000°E | Mar de Kara                             |                                                                           |
| 72° 41′ N, 69° 0′ E / 72.683°N,69.000°E | Rússia                                  | Península de Iamal                                                        |
| 68° 56′ N, 69° 0′ E / 68.933°N,69.000°E | Mar de Kara                             | Badia de Baidaratskaia                                                    |
| 68° 44′ N, 69° 0′ E / 68.733°N,69.000°E | Rússia                                  |                                                                           |
| 55° 26′ N, 69° 0′ E / 55.433°N,69.000°E | Kazakhstan                              | per uns 10 km                                                             |
| 55° 20′ N, 69° 0′ E / 55.333°N,69.000°E | Rússia                                  | per uns 6 km                                                              |
| 55° 17′ N, 69° 0′ E / 55.283°N,69.000°E | Kazakhstan                              |                                                                           |
| 41° 18′ N, 69° 0′ E / 41.300°N,69.000°E | Uzbekistan                              |                                                                           |
| 40° 13′ N, 69° 0′ E / 40.217°N,69.000°E | Tadjikistan                             | per uns 9 km                                                              |
| 40° 7′ N, 69° 0′ E / 40.117°N,69.000°E  | Uzbekistan                              | per uns 7 km                                                              |
| 40° 4′ N, 69° 0′ E / 40.067°N,69.000°E  | Tadjikistan                             |                                                                           |
| 37° 18′ N, 69° 0′ E / 37.300°N,69.000°E | Afganistan                              | passa a l'oest de Kabul                                                   |
| 31° 37′ N, 69° 0′ E / 31.617°N,69.000°E | Pakistan                                | Balutxistan Occidental Sindh                                              |
| 24° 13′ N, 69° 0′ E / 24.217°N,69.000°E | Índia                                   | Gujarat                                                                   |
| 22° 57′ N, 69° 0′ E / 22.950°N,69.000°E | Oceà Índic                              | Golf de Kutch                                                             |
| 22° 25′ N, 69° 0′ E / 22.417°N,69.000°E | Índia                                   | Gujarat                                                                   |
| 22° 11′ N, 69° 0′ E / 22.183°N,69.000°E | Oceà Índic                              |                                                                           |
| 48° 41′ S, 69° 0′ E / 48.683°S,69.000°E | Terres Australs i Antàrtiques Franceses | Illes Kerguelen                                                           |
| 49° 43′ S, 69° 0′ E / 49.717°S,69.000°E | Oceà Índic                              |                                                                           |
| 60° 0′ S, 69° 0′ E / 60.000°S,69.000°E  | Oceà Antàrtic                           |                                                                           |
| 67° 55′ S, 69° 0′ E / 67.917°S,69.000°E | Antàrtida                               | Territori Antàrtic Australià, reclamada per Austràlia                     |